# ストラドルキャリヤー運転者
ストラドルキャリヤー運転者（ストラドルキャリヤーうんてんしゃ）とは、ストラドルキャリヤー運転業務安全教育を修了した者。

## 受講資格
- 満18歳以上。

## 安全教育
- 告示で規定された履修時間は39時間（以上）となっている。

### 講習科目
- 学科（7時間）[1]

1. ストラドルキャリヤーの走行装置の構造及び取扱い方法に関する知識（2時間）
2. ストラドルキャリヤーの荷役装置の構造及び取扱い方法に関する知識（2時間）
3. ストラドルキャリヤーの運転に必要な力学に関する知識（1時間）
4. 関係法令等（1時間）
5. 災害事例（1時間）

- 実技（32時間）[2]

1. ストラドルキャリヤーの走行の操作（20時間）
2. ストラドルキャリヤーによる荷役運搬の操作（10時間）
3. ストラドルキャリヤーの作業開始前点検（2時間）